# 2016 en archéologie
Cet article présente les faits marquants de l’année 2016 en archéologie.

## Évènements

### Juin
- Prix européen d'archéologie Joseph Déchelette décerné à Eneko Hiriart.

### Août
- une tombe maya de 1 300 ans est découverte sur le site de Xunantunich[1].

## Décès
1er janvier : Jean Charmasson, archéologue français.